# French house
French house – podgatunek muzyki house z późnych lat 90., na który silnie wpłynął zarówno funk i disco z lat 70. i 80., jak i twórczość jednego z założycieli Daft Punk – producenta Thomasa Bangaltera.
Charakterystyczną cechą tego gatunku jest używanie tzw. efektu filtru (np. przez takich artystów jak Daft Punk) oraz stosowanie sampli wokalnych. French house znany jest również pod nazwą filter house, tekfunk oraz french touch. Mocno pokrywa się z nowoczesnym funky housem. Polski zespół Modfunk tworzący muzykę klubową na początku swojej kariery też nawiązywał do tego gatunku i ich utwory były mocno filtrowane oraz oparte były na samplach. 

## Utwory z gatunkufrench house
- Stardust – "Music Sounds Better With You"
- Onira – "Tight Leather"
- Together – "So Much Love to Give"
- Benjamin Diamond – "Little Scare"
- Bel Amour – "Bel Amour"
- Sébastien Léger – "We Are"
- Daft Punk – "Around The World"
- Cassius – "Sound of Violence"
- Bob Sinclar – "The Beat Goes On"
- David Guetta – "Just A Little More Love"
- Dave Armstrong – "Make Your Move"
- Room 5 – "Music And You"
- Madeon – "All My Friends"
- Modfunk - "Funksalad"
- Modjo – "Lady (Hear Me Tonight)"[1]